# Bylinné patro

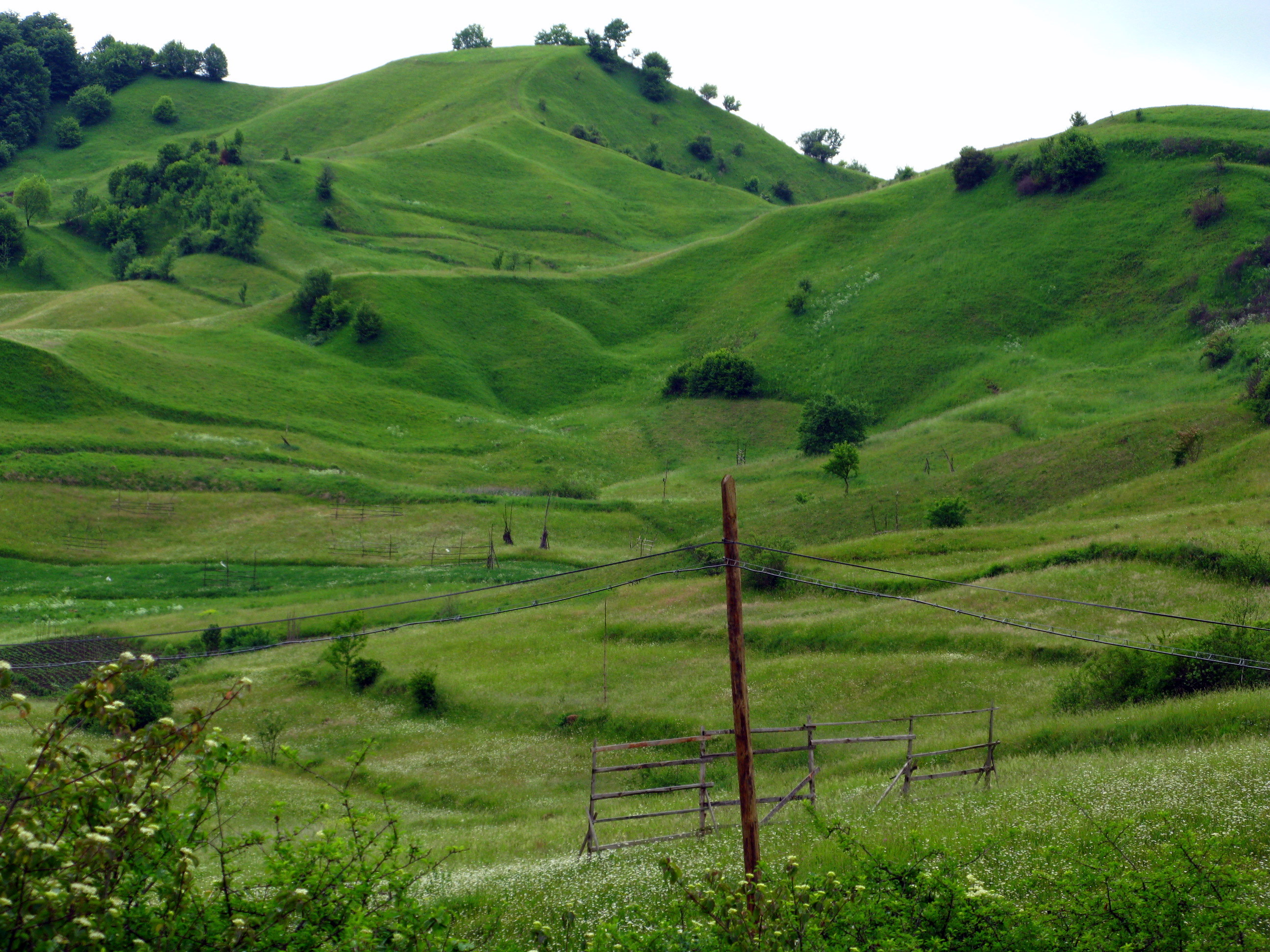
Horské louky

Bylinné patro (E1) je jednotka horizontální struktury v ekosystémech. Do bylinného patra jsou řazeny všechny dřeviny, jejichž výška v daném ekosystému je nižší než 1 m a všechny byliny, tedy i ty, jejichž výška dosahuje více než 1 m. 
Bylinné patro představuje ve většině ekosystémů patro s největší biodiverzitou. Některé ekosystémy (většina lučních porostů) mají dokonce pouze bylinné patro, přesto se jedná o ekosystémy s největší diverzitou. Jednou z mála výjimek přirozeného ekosystému, kde není biodiverzita soustředěna v bylinném patře, je tropický deštný prales. Tam totiž díky velkému zastínění horními patry je bylinné patro poměrně chudé, tvořené jen stínomilnými druhy.
V lesnictví se bylinné patro zpravidla nazývá termínem podrost a postupné kácení vzrostlých stromů za účelem podpory bylinného patra (zejména zmlazujících semenáčků dřevin) pak podrostní hospodaření.
V krajinářství, krajinářské architektuře, perenářství a okrasném zahradnictví je bylinné patro chápáno jako nedílná součást kompozice i funkční prvek reprezentovaný žánry jako květnatá louka, kosená společenstva a trávníky, hajní podrost, perenové rabato, společenstva okraje lesa, letničkové záhony ornamentální i směsné, alpinia, perennemixy a směsné záhony peren, designové monokultury a břehová či mokřadní společenstva. V městském intravilánu jsou respektovány obvykle Stanovištní okruhy Hansen/Sieber, v příměstské zóně a krajině pak v souladu s potenciální vegetací a příslušnými biotopy.
Pokryvnost jednotlivých druhů bylinného patra se vyjadřuje buď pomocí procent, nebo pomocí různých stupnic abundance a dominance. Nejpoužívanější stupnicí je tzv. Braun-Blanquetova stupnice:
- r – druh velmi vzácný, jen 1–3 drobné exempláře
- + – druh vzácný, jeho pokryvnost je nižší než 1 %
- 1 – druh drobný a početný, nebo velký a vzácný, s pokryvností 1–5 %
- 2 – druh drobný a velmi početný, nebo velký a roztroušený, s pokryvností 5–25 %
- 3 – druh hojný, s pokryvností 25–50 %
- 4 – druh silně dominující, s pokryvností 50–75 %
- 5 – druh pokrývající téměř celou plochu, s pokryvností 75–100 %

Někdy se stupeň 2, který je dosti hrubý, rozděluje ještě na 2 až 3 další stupně (2m, 2a, 2b).